# 懐かしの昭和メロディ
『懐かしの昭和メロディ』（なつかしのしょうわメロディ）は、テレビ東京系列で放送されていた音楽番組である。司会は宮本隆治。

## 概要
2007年に第29弾をもって放送を終了した、『昭和歌謡大全集』のリニューアル番組である。字幕放送も実施されている。
内容は、基本的には『昭和歌謡大全集』と同じで、戦前から昭和60年代までの歌謡曲を中心に、スタジオでのゲストとのトークを交えながら紹介している。放送素材の中には歌詞が入っていないものがあるが、その際にVTR編集時に歌詞も追加挿入されている（元から歌詞が入ってるところも修正された箇所が一部ある）。放送素材が4:3SD映像の場合、サイドパネルの左側には曲名・右側には歌手名が表示されている。
『昭和歌謡大全集』と同様、番組中で流れるVTRは基本的にテレビ東京が過去に放送した歌番組のVTRを使用しているが、本番組のリニューアル後はこれまでの「なつかしの歌声」「にっぽんの歌」「演歌の花道」「夏祭りにっぽんの歌」「年忘れにっぽんの歌」「日本歌手協会歌謡祭」に加え、新たに「ヤンヤン歌うスタジオ」などのVTRも使用するようになった。
昭和歌謡大全集からこの番組にリニューアル後は、本田美奈子.の「1986年のマリリン」といった、1980年代までのアイドルやJ-POPの曲も放送するようになった。

## 放送日時
※時刻はすべてJST。
| 回数   | 放送日               | 放送時間                                      | 視聴率                |
| ------ | -------------------- | --------------------------------------------- | --------------------- |
| 第1回  | 2008年8月15日（金）  | 19:00 - 20:48                                 | 6.5%                  |
| 第2回  | 2009年8月14日（金）  | 19:00 - 21:48                                 | 9.7%                  |
| 第3回  | 2010年8月13日（金）  | 19:00 - 21:48                                 | 7.6%                  |
| 第4回  | 2011年1月14日（金）  | 19:00 - 21:48                                 | 8.8%                  |
| 第5回  | 2011年3月25日（金）  | 19:00 - 21:48                                 | 10.4%                 |
| 第6回  | 2011年9月2日（金）   | 19:00 - 21:48                                 | 9.3%                  |
| 第7回  | 2011年10月19日（水） | 20:00 - 22:48                                 | 6.8%                  |
| 第8回  | 2012年2月12日（日）  | 19:00 - 21:48                                 | 7.8%                  |
| 第9回  | 2012年8月10日（金）  | 19:00 - 21:48                                 | 9.3%                  |
| 第10回 | 2013年3月8日（金）   | 18:55 - 19:00（第1部） 19:00 - 21:48（第2部） | 第1部 2.3% 第2部 6.3% |
| 第11回 | 2013年8月14日（水）  | 20:00 - 22:48                                 | 8.5%                  |
| 第12回 | 2013年10月16日（水） | 20:00 - 22:48                                 |                       |
| 第13回 | 2014年8月30日（土）  | 18:30 - 20:54                                 |                       |
| 第14回 | 2015年6月25日（木）  | 19:58 - 21:48                                 |                       |
| 第15回 | 2015年12月24日（木） | 19:58 - 20:38（第1部） 20:42 - 21:54（第2部） |                       |

※第7・8・11・12～15回以外は金曜日に放送されているが、結果、20時台は同じ音楽番組で、テレビ朝日の『ミュージックステーション』と競合することがある。
※番販扱い等で系列外地方局でも放送されることがある（※一例、北陸放送（TBS系列）は第6回を2011年9月18日の13:00 - 15:54に、中国放送（TBS系列）は第9回を2012年12月29日の12:00 - 14:54にそれぞれ放送、また岐阜放送（独立局）では不定期に同時ネットで放送）。

## スタッフ

### 第12回（2013年10月16日）
- 構成：松原史明
- 総合演出：横矢直樹
- 技術：丸山真平（第9・10・12回）[注 2]
- 映像：辻源之（第10 - 12回）
- カメラ：段野祐一郎（第10・12回）
- 音声：永久保仁志（第9・10・12回）
- 照明：宮尾淳一
- 美術プロデューサー：宇都木民雄
- 美術進行：五月女裕之（第11回）
- 大道具：深堀大晴
- 小道具：上田春奈（第11・12回）
- アクリル装飾：八島貴広
- 電飾：及川博安（第11・12回）
- 編集：鈴木聡（第12回）
- MA：大前智浩（テクノマックス・第8・12回）
- 技術協力：テクノマックス（第9 - 12回）
- 音効：木村俊之
- TK：宮本美智子（第8・10 - 12回）
- AP：橋本佳奈
- ディレクター：徳本和寛（第12回）
- プロデューサー：宮川幸二、作佐部利和（第9 - 12回）
- チーフ・プロデューサー：関光晴（第11・12回）
- 制作協力：INFASWAVE
- 制作著作：テレビ東京

### 過去
- 技術：野瀬一成（第8・10・11回）
- カメラ：西村光平（第9回）、岸副実典（第10回）
- 映像：大崎雅典（第9回）、小峰信彦（第8・10回）
- 音声：西山恵美子（第8回）、臼本泰一（第11回）
- 美術進行：仙田拓也（第8・9回）、野本和広（第10回）
- 小道具：植田幸奈（ - 第10回）
- 電飾：高橋修（第8・9回）、中山昭（第10回）
- 編集：栗原智明（テクノマックス・第8回）、田中康輔（東洋レコーディング・第9回）、阿部公一（阿部こーいち・第10回）、小川洋行（第11回）
- MA：松尾隆裕（e-naスタジオ・第9回）、新田領（サウンドユニバース・第10回）、上野裕（第11回）
- TK：大田美沙（第9回）
- ロケ技術：525Productions（第8回）
- ディレクター：菅野智（第8回）、金子桃子（第9 - 11回）
- プロデューサー：中出順子（第8回）
- チーフ・プロデューサー：大原潤三（ - 第10回）